# Haliragoides inermis
Haliragoides inermis är en kräftdjursart som först beskrevs av Georg Ossian Sars 1882.  Haliragoides inermis ingår i släktet Haliragoides och familjen Calliopiidae. Inga underarter finns listade i Catalogue of Life.